# Regne Indogrec

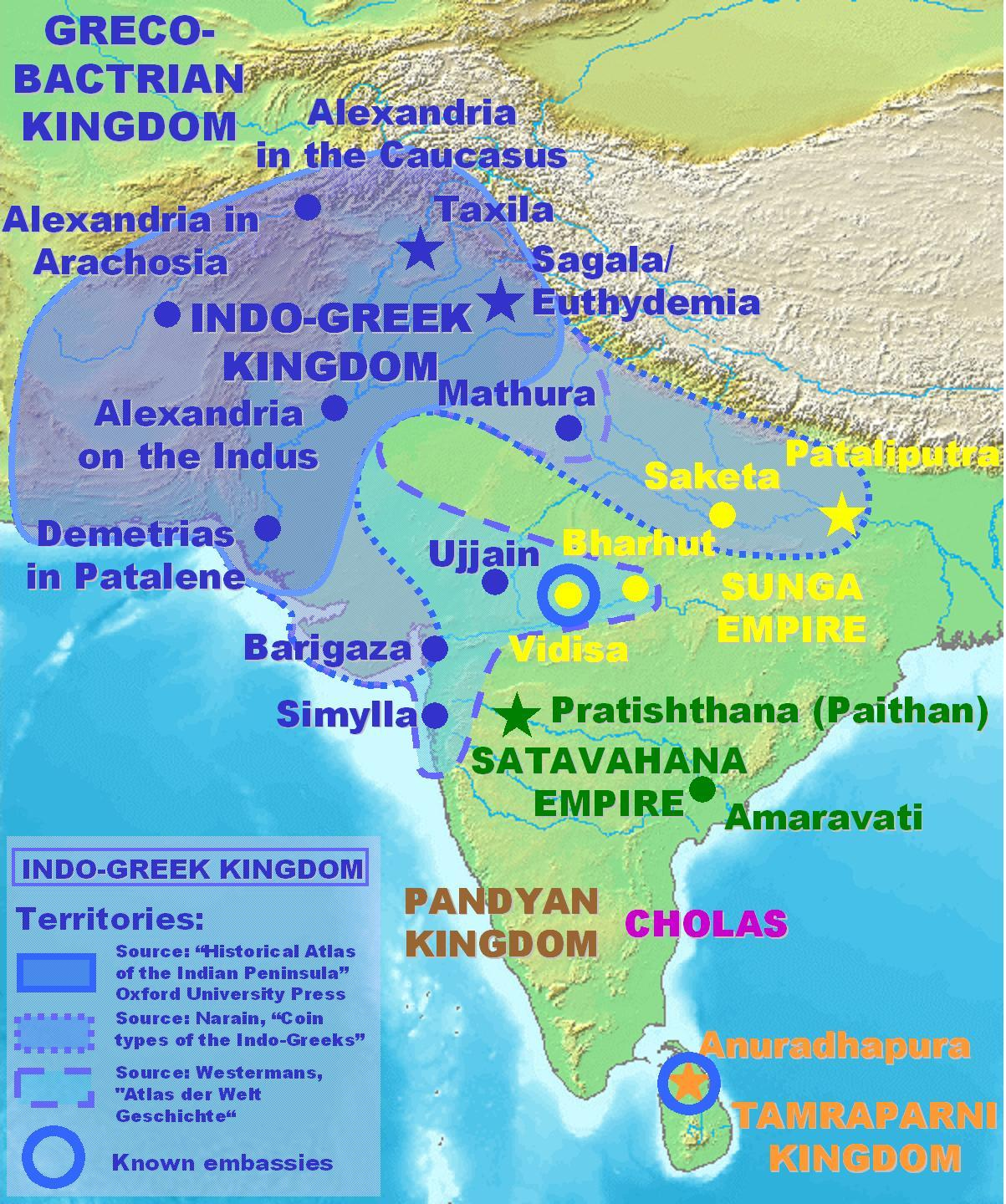
Territoris del Regne indogrec, conformats pels territoris de Sirkao, Sialkot, Alexandria del Caucas, Saketa, Pataliputra i Matura

El Regne indogrec va sorgir després de les conquestes d'Alexandre el Gran com un despreniment del Regne grec de Bactriana; l'estat va cobrir, com el seu nom indica, diverses parts nord-occidentals i septentrionals del subcontinent indi -per a més referències, vegeu l'article Regne grec de Bactriana.
L'anomenat Regne indogrec, dominat per una minoria d'origen grec i sotjat per poderosos enemics, no va arribar a mantenir una unitat monolítica sinó que es va veure fragmentat diverses vegades, encara que unificat per la seva singularitat cultural. Així, entre el 180 aC i prop del 10 dC, va ser governat per una successió de més de trenta reis hel·lenístics, sovint en conflicte l'un amb l'altre. El Regne indogrec es va separar quan el rei grec de Bactriana Demetri va envair l'Índia el 180 aC, a això li van seguir les importants conquestes en territoris gangètics dutes a terme cap al 150 aC per Menandre I, que va arribar a ocupar la important ciutat de Pataliputra i així, en última instància, creà una entitat que després es va separar del poderós Regne grec de Bactriana, que estava centrat a Bactria; així, la ciutat de Tàxila, en territori que actualment correspon al modern estat del Pakistan -al nord del Panjab, pròxima a Caixmir-, va passar a complir les funcions d'una capital cosmopolita del nou Regne de Menandre o Regne indogrec.
Durant els dos segles del seu domini, els reis grecs de l'Índia van combinar les llengües gregues i índies, i els símbols, com es pot observar en les seves monedes, i van barrejar la cultura grega antiga, amb la -també antiga- cultura hindú, especialment les seves creences religioses (fort influx del budisme), tal com ho testifiquen les restes arqueològiques de les seves ciutats i en les esteles en les quals s'expressen indicacions del seu suport al budisme. Els reis indogrecs semblen haver assolit un nivell de sincretisme cultural sense equivalent en la història, les conseqüències del qual encara són perceptibles; en particular la difusió i la influència de l'art grecobudista.
Els grecs de la conca de l'Indus i l'alta conca del Ganges, en última instància, van desaparèixer com una entitat política al voltant del 10 dC després de les invasions al territori meridional de les conques dels rius esmentats que van fer els parts, i especialment els tocaris, que van fundar al seu lloc l'Imperi Kushan, encara que els bossots de poblacions gregues probablement romanguessin alguns segles més, i se suposa que és el cas de les ètnies anomenades modernament kalash i nuristanís.

## Llista de reis indogrecs
| ELS REIS INDOGRECS I ELS SEUS TERRITORIS Basat en Osmund Bopearachchi (1991) |                     |                     |                          |                          |                       |  |
| Territoris/ anys                                                             | PARAPAMISOS         | ARACÒSIA            | GANDHARA                 | PANJAB OCCIDENTAL        | PANJAB ORIENTAL       |  |
| 200-190 aC.                                                                  | Demetri I           | Demetri I           | Demetri I                |                          |                       |  |
| 190-180 aC.                                                                  | Agàtocles           | Pantaleó            | Pantaleó                 |                          |                       |  |
| 185-170 aC.                                                                  | Antímac I           |                     |                          |                          |                       |  |
| 180-160 aC.                                                                  | Apol·lòdot I        | Apol·lòdot I        | Apol·lòdot I             | Apol·lòdot I             |                       |  |
| 175-170 aC.                                                                  | Demetri II          | Demetri II          |                          |                          |                       |  |
| 160-155 aC.                                                                  | Antímac II          | Antímac II          | Antímac II               | Antímac II               |                       |  |
| 170-145 aC.                                                                  | Eucràtides I        | Eucràtides I        | Eucràtides I             | Eucràtides I             |                       |  |
| 155-130 aC.                                                                  | Menandre I          | Menandre I          | Menandre I               | Menandre I               | Menandre I            |  |
| 130-120 aC.                                                                  | Zoilos I            | Zoilos I            | Agatoclea                | Agatoclea                |                       |  |
| 120-110 aC.                                                                  | Lísies              | Lísies              | Estrató I                | Estrató I                |                       |  |
| 110-100 aC.                                                                  | Antiàlcides         | Antiàlcides         | Helíocles II             | Helíocles II             |                       |  |
| 100 aC                                                                       | Polixen             | Polixen             | Demetri III Anicet       | Demetri III Anicet       |                       |  |
| 100-95 aC.                                                                   | Filoxen             | Filoxen             | Filoxen                  | Filoxen                  |                       |  |
| 95-90 aC.                                                                    | Diomedes            | Amintes             | Amintes                  | Epandre                  |                       |  |
| 90 aC.                                                                       | Teòfil              | Peucolau            | Peucolau                 | Trasó                    |                       |  |
| 90-85 aC.                                                                    | Nícies              | Menandre II         | Menandre II              | Artemidor                |                       |  |
| 90-70 aC.                                                                    | Hermeu              | Arquebi             | Arquebi                  | Arquebi                  |                       |  |
|                                                                              | tribus dels tocaris | tribus dels tocaris | Maues (Regne Indoescita) | Maues (Regne Indoescita) |                       |  |
| 75-70 aC.                                                                    |                     |                     | Tèlef                    | Apol·lòdot II            | Apol·lòdot II         |  |
| 65-55 aC.                                                                    |                     |                     |                          | Hipòstrat                | Dionís                |  |
| 55-35 aC.                                                                    |                     |                     |                          | Azes I (Indoescita)      | Zoilos II             |  |
| 55-35 aC.                                                                    |                     |                     |                          |                          | Apol·lòfanes          |  |
| 25 aC - 10 dC                                                                |                     |                     |                          |                          | Estrató II            |  |
|                                                                              |                     |                     |                          |                          | Rajuvula (Indoescita) |  |